# 羊草沟遗址
羊草沟遗址，位于中国吉林省伊通县伊丹镇东升村，为一个省级文物保护单位，类型为古遗址，公布时间为1999年2月26日。该文物保护单位由伊通县文管所管理。
羊草沟遗址的历史年代为新石器至青铜。